# Raoul de Gacé
Raoul de Gacé († 1051), fut un noble normand, tuteur du futur Guillaume le Conquérant, et seigneur de Gacé, d'Écouché, de Bavent, de Varenguebec et de Noyon-sur-Andelle. Il était fils de Robert le Danois, archevêque de Rouen et comte d'Évreux, et d'Herlève.

## Biographie
On l'appelait Raoul Tête d'Âne parce que sa tête et ses cheveux indisciplinés ressemblaient à ceux d'un âne mal entretenu. Fils cadet de Robert le Danois, il reçut à la mort de son père le fief de Gacé, tandis que son frère aîné héritait du comté d'Évreux. Cette succession intervenait au cours d'une période troublée de l'histoire de la Normandie : le duc Robert, dit le Libéral, selon les uns, ou le Magnifique, selon les autres, avait décidé de partir en pèlerinage à Jérusalem en expiation de ses péchés et de ses crimes. Avant son départ, il avait pris la précaution de faire reconnaître son fils bâtard Guillaume et avait demandé à tous les barons normands de le reconnaître comme son successeur et de lui faire allégeance. Robert le Magnifique mourut à Nicée le 22 juillet 1035, et certains barons, oubliant leurs serments, se révoltèrent, et une anarchie s'installa dans le duché de 1035 à 1047.
Sans prendre part ouvertement à la révolte, Raoul de Gacé, avec un autre baron du nom de Robert de Vitot, organisa le meurtre de Gilbert de Brionne, le tuteur de Guillaume. Sans détrôner le jeune duc, Raoul s'impose comme nouveau tuteur du duc et prend la charge de connétable de Normandie. En 1042, il contre avec Guillaume la révolte de Turstin Goz, vicomte d'Hiémois, et l'assiègent à Falaise. Fort de sa légitimité, il profite de sa position pour s'étendre dans l'Hiémois, tandis que son frère Richard s'étend dans l'Évrecin. À la suite de la guerre entre les Beaumont et les Tosny-Grandmesnil, ils utilisent leur position dominante pour se partager les dépouilles des vaincus, les Tosny.
Mais Guillaume va bientôt l'éliminer du pouvoir, sans toutefois confisquer ses biens, et il devra se retirer sur ses terres.

## Mariage et enfants
Il avait épousé Basilie, fille de Gérard Flaitel, d'un important lignage normand établi dans l'Hiémois. Basilia donna naissance à :
- Robert († 1064), seigneur de Gacé, de Varenguebec, de Noyon, etc. Il avait nommé comme héritier Richard d'Évreux, frère aîné de son père, mais Guillaume le Conquérant, encore vindicatif envers les meurtriers de Gilbert de Brionne, réunit ses fiefs au domaine ducal. En 1089, un arrangement permit à Guillaume d'Évreux, fils du frère aîné de Raoul, de les récupérer[4].

Basilie, sa veuve, se remaria avec Hugues de Gournay.

## Sources
- Foundation for Medieval Genealogy : Comtes d'Évreux.
- Pierre Bauduin, La Première Normandie (Xe – XIe siècles), Caen, Presses Universitaires de Caen, 2004, 474 p. [détail des éditions] (ISBN 2-84133-145-8).